# Classeya trichelites
Classeya trichelites là một loài bướm đêm trong họ Crambidae.